# Vera Wang
Vera Wang (chiń. 王薇薇; pinyin Wáng Wēiwei; ur. 27 czerwca 1949 w Nowym Jorku) – amerykańska projektantka mody, zamieszkała w Nowym Jorku.

## Życiorys
Studiowała historię sztuki w Sarah Lawrence College. Następnie, przez około 6 lat pracowała w dziale mody magazynu Vogue. Po tym czasie zrezygnowała z pracy w prasie i została projektantką u Ralpha Laurena. 
Po dwóch latach założyła własny butik w Nowym Jorku. Tworzyła stroje dla łyżwiarek figurowych, m.in. dla Nancy Kerrigan i Michelle Kwan, a także suknie ślubne dla gwiazd.
W czerwcu 2005 otrzymała nagrodę Council of Fashion Designers of America (CFDA) i została Projektantką Roku (w kategorii ubrań dla kobiet).

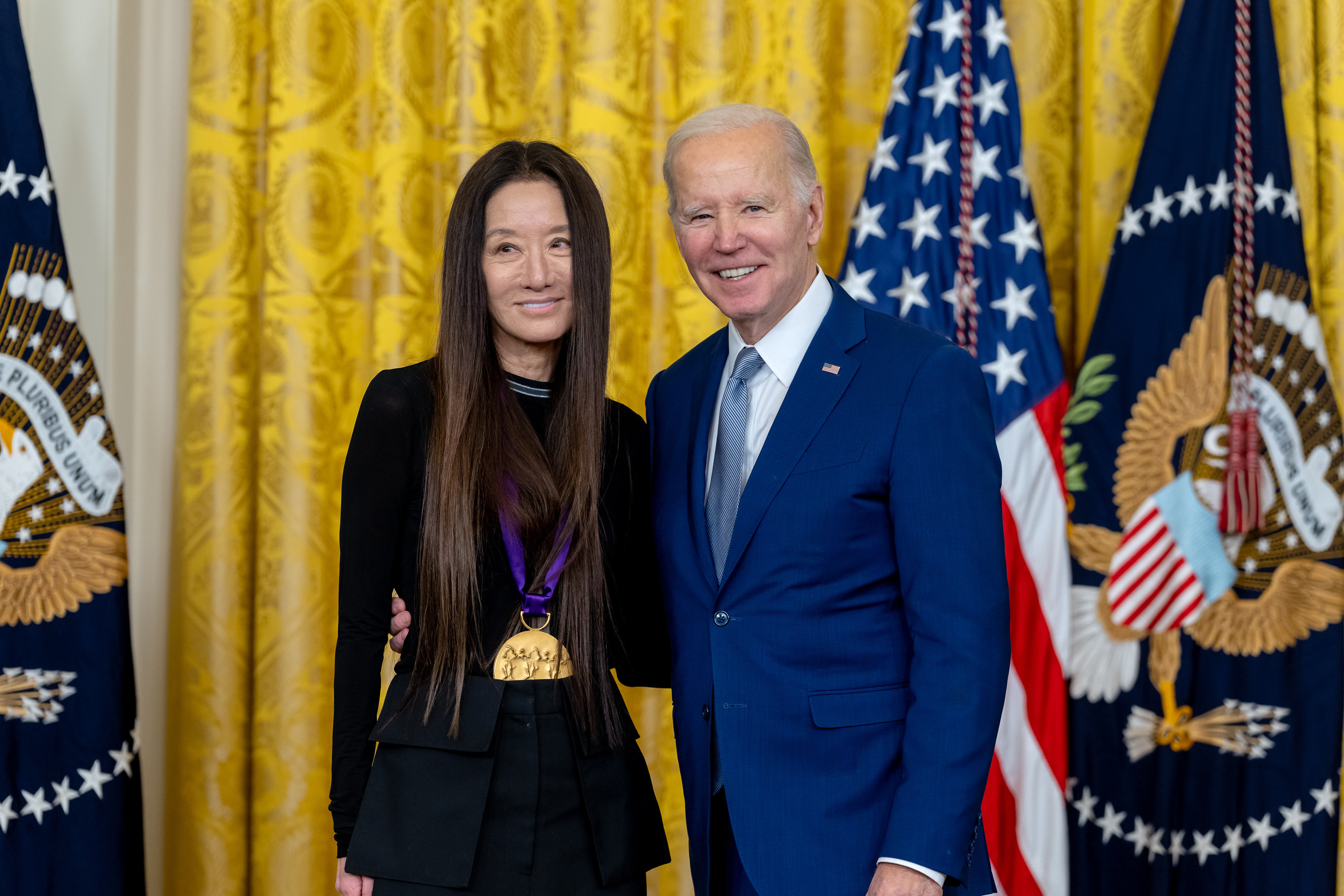
Vera Wang podczas wręczenia, przez prezydenta USA Joe Bidena, medalu za zasługi artystyczne (National Medal of the Arts).

W uznaniu zasług na polu mody i wymiany kulturalnej amerykańsko-francuskiej Vera Wang została kawalerem Legii Honorowej. Uroczystość wręczenia orderu odbyła się w lutym 2017 roku w paryskim Muzeum Armii w Pałacu Inwalidów.

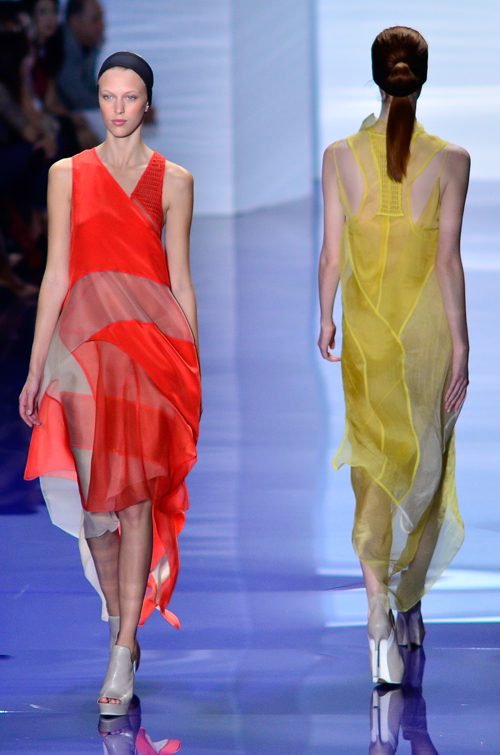
Kolekcja marki Vera Wang wiosna-lato 2014
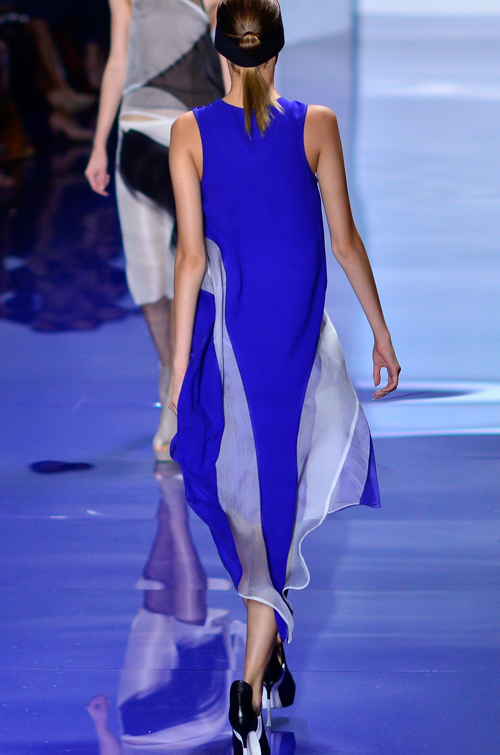
Kolekcja marki Vera Wang wiosna-lato 2014
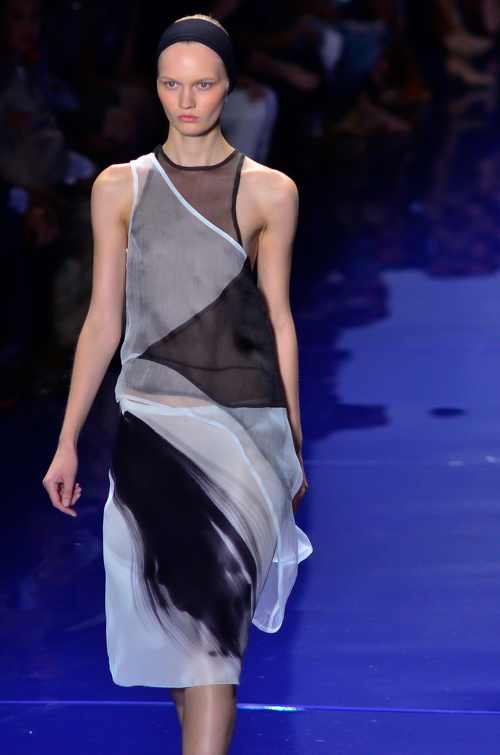
Kolekcja marki Vera Wang wiosna-lato 2014
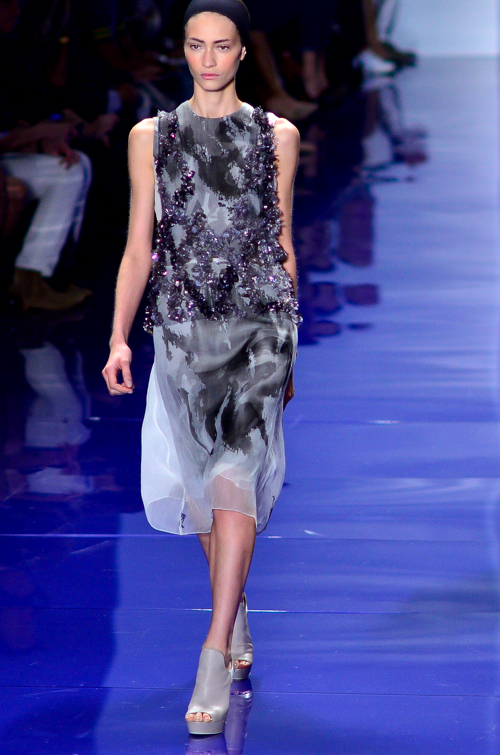
Kolekcja marki Vera Wang wiosna-lato 2014
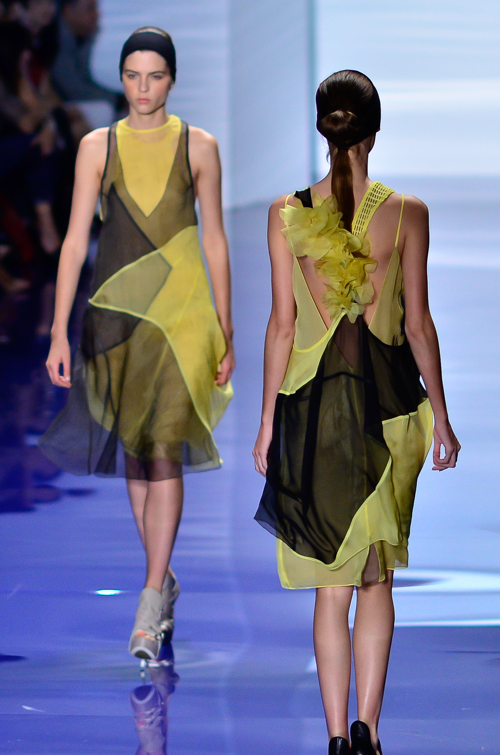
Kolekcja marki Vera Wang wiosna-lato 2014
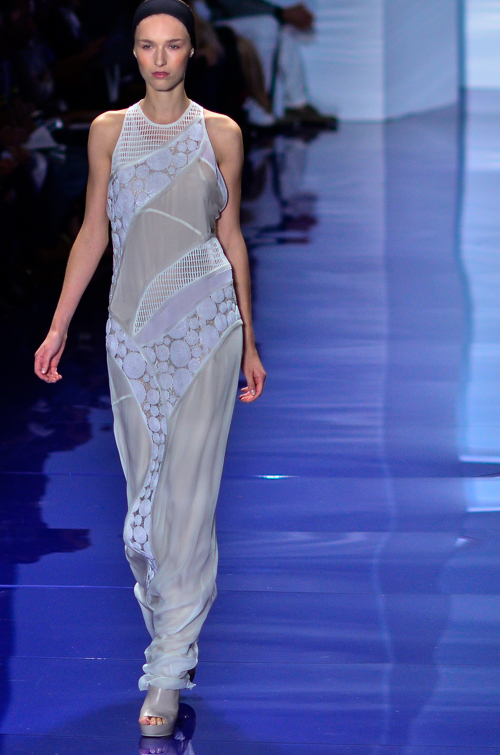
Kolekcja marki Vera Wang wiosna-lato 2014

## Nagrody i odznaczenia
- Projektantka Roku w kategorii ubrań dla kobiet według Council of Fashion Designers of America (CFDA) – 2005[4]
- Amerykańska Galeria Sławy Łyżwiarstwa Figurowego – 2009[5]
- Za dorobek artystyczny według Council of Fashion Designers of America (CFDA) – 2013[4]
- order Legii Honorowej – 2017[3]
- National Medal of Arts – 2021[6]